# Витте, Константин Павлович
Константин Павлович Витте (де Витте, Де-Витте (устар.), де Витт; 21 мая 1846 — Зима 1919/20) — русский военный деятель, генерал от кавалерии (1907). 

## Биография
Родился в 1846 году. Образование: Пажеский корпус, откуда был выпущен прапорщиком в Конно-гренадерский лейб-гвардии полк (1864), в котором, предположительно, служил длительное время.
В 1878 году был произведён в полковники. В 1883 году стал командиром Вознесенского 23-го драгунского полка, который затем возглавлял девять лет (до 1892).
В 1892 году был произведён в генерал-майоры.
После этого занимал следующие должности: 
- Командир 1-й бригады 9-й кавалерийской дивизии (1892—1899)
- Начальник 12-й кавалерийской дивизии (1899—1900; с конца 1899 года — генерал-лейтенант)
- Начальник 9-й кавалерийской дивизии (1900—1904)
- Командир 9-го армейского корпуса (1904—1908; с 1907 года — генерал от кавалерии).

В 1908 году вышел в отставку.
Имел двоих сыновей (фамилия которых обычно писалась, как (де) Витт), которые также окончили Пажеский корпус, откуда были выпущены в Конно-гренадерский лейб-гвардии полк. В составе полка участвовали в сражениях Первой мировой войны. 
В годы Гражданской войны, старший, Павел (1888—1919), служил в Белой армии (ВСЮР), погиб в декабре 1919 года в бою, предположительно, в окрестностях сёл Крымгиреевское и Султан Александровского уезда Ставропольской губернии (в источниках: станица Султан-Гиреевская). Младший, Николай (1892 — после 1928) служил в армии гетмана Скоропадского, в эмиграции жил в Румынии. 
Сам Николай Константинович де Витте скончался, предположительно, зимой 1919/20 годов.